# Expédition des Black Hills
L'expédition des Black Hills, très médiatisée et forte de 1 200 militaires, s'est déroulée en juillet et août 1874, à travers une région inexplorée du Dakota du Nord, aux États-Unis, pour rechercher un passage vers l'ouest, sécuriser l'ensemble de la région pour les lignes de chemin de fer, et surtout trouver des gisements aurifères dans une période de flambée des cours du métal précieux. Un an plus tard, elle a entraîné la Ruée vers l'or dans les collines noires, puis la découverte du plus grand gisement d'or au monde, le Homestake Mining, qui a fait la fortune du milliardaire George Hearst, fondateur du groupe de presse du même nom. L'expédition est voulue et menée par le général George A. Custer, héros de la guerre de Sécession, alors au sommet de sa gloire, qui commande à 1 200 hommes, cinq fois plus que lors de la bataille de Little Bighorn, où il est tué deux ans plus tard.

## Histoire

### Origine et cheminement du projet
La rumeur d'une présence aurifère dans les collines noires existe depuis que le père jésuite Pierre-Jean De Smet n'a pas convaincu le chef sioux Sitting Bull de signer le traité de Fort Laramie, qui garantit aux Sioux l'intégrité d'une zone sacrée, les Black Hills. Dans une lettre de mars 1872, le secrétaire à l'Intérieur Columbus Delano tente cependant de relativiser la portée du traité et fait du lobbying pour l'évacuation des Sioux.
Au cours de cette même année 1872, la Northern Pacific Railway a pu relier la Red River à Jamestown (Minnesota), l'armée installant trois postes militaires avancés : Camp Hancock (1872-77), Fort Seward (1872-77) et le Fort Abraham Lincoln, fondé le 19 novembre par le 6e régiment d'infanterie de Daniel Huston, au confluent du Missouri et de l'Heart River, en face d'une ville en projet, Bismarck, censée accueillir des immigrants d'Allemagne.
En février, le Coinage Act de 1873 fait grimper les cours du métal jaune, dessinant les prémices de la Ruée vers l'or dans les collines noires. Le 4 juin 1873, le chemin de fer atteint Bismarck, où paraît le 11 juillet le Bismarck Tribune. Son patron accueille son ami le général George A. Custer, qui lance à l'été 1873 l'Expédition de la rivière Yellowstone, le long d'un autre affluent du Missouri, encore plus à l'ouest dans le Montana. Les ingénieurs chargés d'étudier le futur parcours ferroviaire sont protégés par 1 500 soldats, qui se heurtent aux Sioux les 4, 11 et 16 août. Ces escarmouches achèvent de miner la confiance de Wall Street dans la compagnie des chemins de fer Northern Pacific Railway, qui rate le placement d'une émission obligataire, provoquant la faillite, le 18 septembre 1873, de son principal actionnaire et créancier, Jay Cooke. Le 20 septembre, Wall Street doit fermer dix jours : c'est le krach de 1873. Il faudra attendre 1882 pour que la voie ferrée traverse le Missouri.
Quand il revient à Bismarck en novembre 1873 George A. Custer a compris que les Sioux sont un obstacle au chemin de fer. Il s'installe avec 4 compagnies du 7e régiment de cavalerie. Une cinquantaine de baraquements en bois sont construits. Le lieu est dangereux : sur les 200 habitants, une quinzaine meurent de mort violente en 1873. Dès son arrivée, Custer dénonce discrètement la corruption d'un fournisseur de l'armée, au New York Herald, affaire dans laquelle est empêtré le secrétaire à l'Intérieur Columbus Delano. Le patron du quotidien new-yorkais, James Gordon Bennett, envoie sur place un journaliste d'investigation, Ralph Meeker, qui publie à partir de juin 1874 et jusqu'à octobre une série de reportages sur la corruption. Les articles paraissent un peu avant, pendant et après l'expédition, permettant à George A. Custer d'être soutenu par la presse, qu'il alimente en informations, embarquant avec lui pas moins de cinq journalistes dans l'expédition des collines noires.

### Objectifs et controverse sur l'illégalité de l'expédition
Dans son esprit, sa forme et son déroulement, la traversée des Black Hills par 1200 militaires a constitué une violation évidente et manifeste du traité de Fort Laramie (1868), signé avec les tribus indiennes qui considèrent les collines noires comme un lieu religieux fondamental, situé au centre de l'univers.
Officiellement, les objectifs de l'expédition sont principalement militaires, voire scientifiques, avec l'exploration des territoires situés au sud-ouest des collines, pour y installer un fort. Mais les écrits de son chef George A. Custer montrent que la recherche d'or primait, sur fond de flambée des cours du métal jaune et de krach de 1873. L'expédition a été décidée par trois militaires : George A. Custer et son ami le général Philip Sheridan, commandant de la Division militaire du Missouri, en consultation avec le général Alfred Terry, commandant du département du Dakota, qui tente d'apporter un début de caution, sur le plan juridique, car il avait participé aux négociations du traité de Fort Laramie.
Le secrétaire à l'intérieur Columbus Delano, responsable du Bureau des affaires indiennes, n'a guère d'autre choix que de l'avaliser, car il est empêtré dans les affaires de corruption que George A. Custer a révélé aux médias. Lui-même militait dès 1872 pour une annexion des Black Hills. Il devra démissionner quinze mois plus tard, le 15 octobre 1875, l'enquête du parlement ayant révélé que son propre fils a touché des commissions sur l'attribution de marchés publics.

### Composition du convoi
L'expédition compte plus de 1 200 hommes de troupes, un canon, et 200 chariots, répartis sur quatre files d'environ 1,5 kilomètre de long chacune. Parmi ses membres, le capitaine William Ludlow, du corps des ingénieurs, responsable de plusieurs scientifiques, comme Newton Winchell, géologue et George Bird Grinnell, paléontologue. Le convoi emmène aussi deux spécialistes miniers, Horatio N. Ross et William T. McKay.
Frederick Dent Grant, l'un des fils du président américain Ulysses S. Grant, par ailleurs ami du général Philip Sheridan, est de la partie, ainsi que cinq journalistes « embarqués », représentant des publications de New York, Chicago ou Saint Paul. Parmi eux, un reporter du Bismarck Tribune. Leurs récits sont enthousiastes, sans retenue : « The press has praised the Black Hill country to the skies », constate l'un d'eux.
Le photographe William H. Illingworth, qui a emmené avec lui une cinquantaine de plaques photographiques, avait déjà ramené 30 photos de la 4e et dernière expédition de James L. Fisk (1835-1918), partie durant l'été 1866 avec 300 aventuriers du Minnesota vers les « grands champs d'or » d'Helena (Montana), où avait été découvert en septembre 1864 un gisement de sable aurifère qui fera de cette ville la plus forte concentration mondiale de millionnaires en 1888.
George A. Custer écrit sous le pseudonyme de « Nomad » des articles envoyés aux journaux, qui seront plus tard réunis dans un livre, Ma vie dans les Plaines (immense best-seller).

### Déroulement
L'expédition des Black Hills se déroule dans un esprit conquérant et joyeux, le convoi traversant d'abord les grandes plaines au son d'une fanfare militaire, puis multipliant les photos de piquenique. Ostensiblement, non sans émotion, il commence par passer près d'un bivouac qu'avait fréquenté 70 ans plus tôt l'expédition Lewis et Clark, le récit des deux explorateurs mentionnant la masse grise et mystérieuse, au loin, des Black Hills.
Une semaine seulement avant le départ, la guerre de la rivière Rouge a démarré bien plus au sud, le 27 juin 1874. Mais l'expédition des Black Hills croisera peu d'Indiens. Partie le 2 juillet 1874 de Bismarck, elle a pour mission d'y revenir le 30 août. Le lieutenant James Calhoun, beau-frère du général Custer, en tient une chronique très précise.
Sur 60 jours, l'expédition n'en a passé que 27 dans les Black Hills, situées à plus de 200 kilomètres de Bismarck. Le 1er août, exactement à mi-parcours de l'expédition, George A. Custer estime que le site de French Creek peut permettre à un orpailleur de gagner 150 dollars par mois. Sur ce site se bâtira la ville-champignon de Custer City. L'expédition peut faire demi-tour. Custer réserve cette information en primeur au journaliste et ex-colonel Clement A. Lounsberry, son vieil ami depuis la Guerre de Sécession, qui dirige le journal Bismarck Tribune. Pour porter la nouvelle, qui sera ensuite télégraphiée à Chicago, un cavalier rapide regagne l'est en galopant pendant quatre nuits consécutives et en se cachant durant la journée. La ville-champignon de Custer a plusieurs milliers d'habitants en quelques semaines.
Une seconde expédition des Collines noires a lieu l'été suivant, plus restreinte et composée cette fois d'un groupe entier de scientifiques, menés par le géologue Walter P. Jenney, et escortés par le lieutenant Richard Irving Dodge, et cette fois sans George A. Custer, en disgrâce, qui s'est fait dégrader après avoir dû témoigner à Washington dans les affaires de corruption. Elle compte dans ses rangs Martha Canary, alias Calamity Jane.

### Conséquences économiques, politiques et militaires
Une véritable ruée vers l'or dans les collines noires a commencé avant même que l'expédition ne soit revenue à Bismarck (Dakota du Nord), aboutissant à la découverte en 1877 du gisement d'or de Homestake Mining, le plus grand de l'histoire américaine, qui produira près de 1 130 tonnes de métal fin, donnant naissance à la fortune de George Hearst, futur patron d'un empire de presse. Le premier journal à révéler la découverte d'or dans les Black Hills fut le Bismarck Tribune, fondé par l'ex-colonel Clement A. Lounsberry, vieil ami de Custer. Le petit hebdo du Far West s'est montré plus rapide que le grand quotidien Chicago Inter Ocean, le premier à donner la nouvelle à l'Est.
Autre conséquence de l'expédition, la colère des nations sioux et cheyenne qui déclenchent la terrible guerre des Black Hills, marquée en juin 1876 par la bataille de Little Big Horn et d'autres défaites. Custer, accompagné de 268 soldats du 7e régiment de cavalerie, trouve la mort après avoir été, au cours des mois précédents, dégradé et privé du commandement d'une partie de son propre régiment, victime des jeux médiatiques qu'il avait lui-même lancé deux ans plus tôt en 1874, pour faciliter l'autorisation de l'expédition. Les révélations du New York Herald sur la gestion des affaires indiennes avaient en effet abouti à la chute conjointe du secrétaire à l'intérieur Columbus Delano et du secrétaire à la guerre William W. Belknap. Mais le journal a négligé le principe de protection des sources. Dès mars 1875, Custer est convoqué à Washington. Contraint à s'expliquer devant une commission du congrès, il est placé dans la situation délicate d'avoir à impliquer Orvil Grant, le propre frère du président américain Ulysses S. Grant. Reparti plus tôt que prévu, sans autorisation, Custer se fait arrêter à Chicago, puis sanctionner, perdant même le droit de commander son régiment.
Malgré sa disgrâce, George A. Custer tente de nouveau de s'appuyer sur les médias, pour redorer sa médaille militaire. Le 26 février 1876, il écrit au directeur du New York Tribune, Whitelaw Reid, pour demander l'envoi d'un journaliste à ses côtés, mais n'est pas entendu. Il écrit aussi au New York Herald, sans plus de succès, alors que ce quotidien lui avait envoyé l'année précédente le journaliste Ralph Meeker, à qui Custer avait transmis de précieuses informations sur les affaires de corruption Finalement, le seul à accepter de l'accompagner vers Little Bighorn est son vieil ami, le fondateur du Bismarck Tribune. Clement A. Lounsberry se décommande cependant au dernier moment, sa femme étant malade, pour se faire remplacer par un subalterne, le jeune Mark Kellogg, premier correspondant de l'histoire de l'Associated Press à mourir sur un champ de bataille.

### L'expédition des Black Hills dans la culture
L'expédition des Black Hills a inspiré l'album Les Collines noires, le trente-quatrième histoire de la série Lucky Luke par Morris (dessin) et René Goscinny (scénario). L'histoire est publiée pour la première fois du no 1232 au no 1253 du journal Spirou. Puis est publiée en album en 1963.